# 故园
《故园》，是香港小說家亦舒的作品，主要讲述女主角作为大宅主人的孩子的教席前往此处，并在此间所看所感，直至离开此宅。重逢此处后无限感慨，但也已是物是人非。本文一同承袭亦舒清丽，干练，独立的女性视角来看待事物。